# Mohammadia (Alger)
Pour les articles homonymes, voir Mohammadia et Lavigerie.
 (octobre 2010).
Si vous disposez d'ouvrages ou d'articles de référence ou si vous connaissez des sites web de qualité traitant du thème abordé ici, merci de compléter l'article en donnant les références utiles à sa vérifiabilité et en les liant à la section « Notes et références ».
Mohammadia (en arabe : المحمدية ; en tifinagh : ⵎⵓⵃⴻⵎⵎⴰⴷⵢⴰ) est une commune de la wilaya d'Alger située dans la banlieue Est d'Alger, en Algérie qui fait partie de la daïra de Dar El Beïda.

## Géographie

### Situation
La commune de Mohammadia est située à environ 12 km à l'est d'Alger, au cœur de la baie d'Alger. Elle est délimitée à l'ouest par l'oued El-Harrach au nord par la mer, au sud par la route nationale (RN) 5 et à l'est par les communes de Bordj El Kiffan et Bab Ezzouar.
| Mer Méditerranée                   | Mer Méditerranée | Bordj El Kiffan |
| Hussein Dey, Forêt de Bachdjerrah. | Mohammadia       | Bab Ezzouar     |
| El Harrach                         | Oued Smar        | Bab Ezzouar     |

### Relief
La commune bénéficie de 4 km de bande côtière. Elle se situe sur une colline qui descend vers la mer.

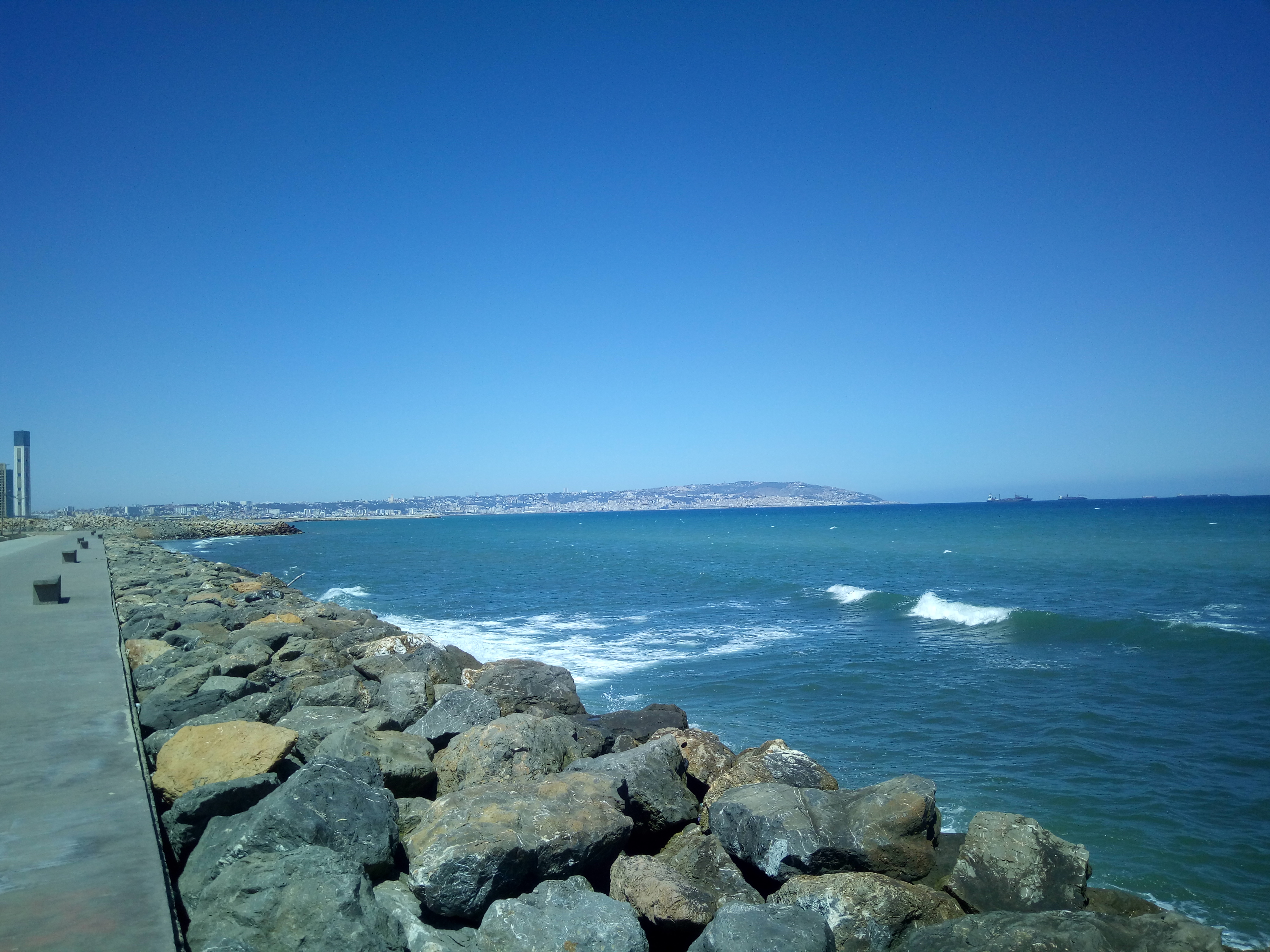
Vue de la ville d'Alger à l'horizon depuis la plage du Lido.

### Urbanisme
La commune est constituée principalement d'habitats collectifs et semi-collectifs[Quoi ?] répartis dans les différents quartiers et cités de la ville tels que Cinq Maisons, les Dunes, Cité Mohammadia, Cité Méditerranée, Belvédère ou plus récemment, les quartiers comme 618 logements et 632 logements construits dans les années 1980 , le nouveau quartier dit Les bananiers (anciennement Les Mandarines). Seuls les quartiers Les Pins maritimes, Tamaris, Lido, Les Castors (anciennement quartier d'Air France) sont des quartiers composés de villas et de maisons individuelles. Ce sont cependant les plus anciens quartiers et les plus chics, comme le quartier Caterpillar (actuellement Rue de Biskra), en référence à la société du même nom et qui était implantée dans le quartier durant la période coloniale.
Une zone d'habitation de 100 hectares, au nord de la rocade Est d'Alger est en projet, plusieurs tours seront construites.

## Histoire
- À l'époque ottomane cette partie de la baie d'Alger était occupée par des batteries et des forts qui protégeaient la ville.
- Entre 1866 et 1920 la localité abrite à l'initiative du cardinal de Lavigerie la communauté des pères blancs sur la commune de Maison-Carrée.
- Lors de la période coloniale française, c'était le quartier Lavigerie de la commune de Maison-Carrée. Le nom de Mohammadia  a été donné par un groupe de notable des habitants du quartier. Il s'agit de Ghazali Bachir et de son frère Tahar, commerçant du quartier, de Laribi Mohamed Salah père de Laribi Lyes, ancien moujahid, de Sebki et du Muzzen de la mosquée Mustapha Kaddouche assisté par le représentant de la commune d'El-Harrach en l'occurrence monsieur Khanef. La réunion s'est tenue dans le local du FLN du quartier devenu aujourd'hui une pharmacie situé face à la mosquée Assalam. Cette réunion a eu lieu début 1974 et avait pour ordre du jour : création d'une association de quartier ayant pour but la construction de la mosquée actuelle Assalam et le changement du nom du quartier. Après proposition de monsieur Kaddouche le nom de Mohammadia a été adopté par l'assemblée populaire de la commune d'El-Harrach en 1976.
- En 1984, le développement de nouvelles zones au nord oblige à un nouveau découpage administratif et le quartier Mohammadia, séparé d'El-Harrach et de Bordj el-Kiffan, devient une commune à part entière.

## Démographie
| 1987   | 1998   | 2008   |
| ------ | ------ | ------ |
| 29 704 | 42 079 | 62 543 |

## Toponymie
Anciennement Lavigerie, du nom du cardinal de Lavigerie.
Le nom Mohammadia viendrait[évasif] de la religion musulmane la Oumma Mohammadia (qui veut dire la nation de Mohammed le prophète de l'islam)[précision nécessaire].
La Grande Mosquée d'Alger a été construite à Mohammadia à titre symbolique. Elle serait la troisième plus grande au monde avec le plus haut minaret jamais construit, d'une hauteur de 270 mètres.

## Économie et équipements
La commune abrite :

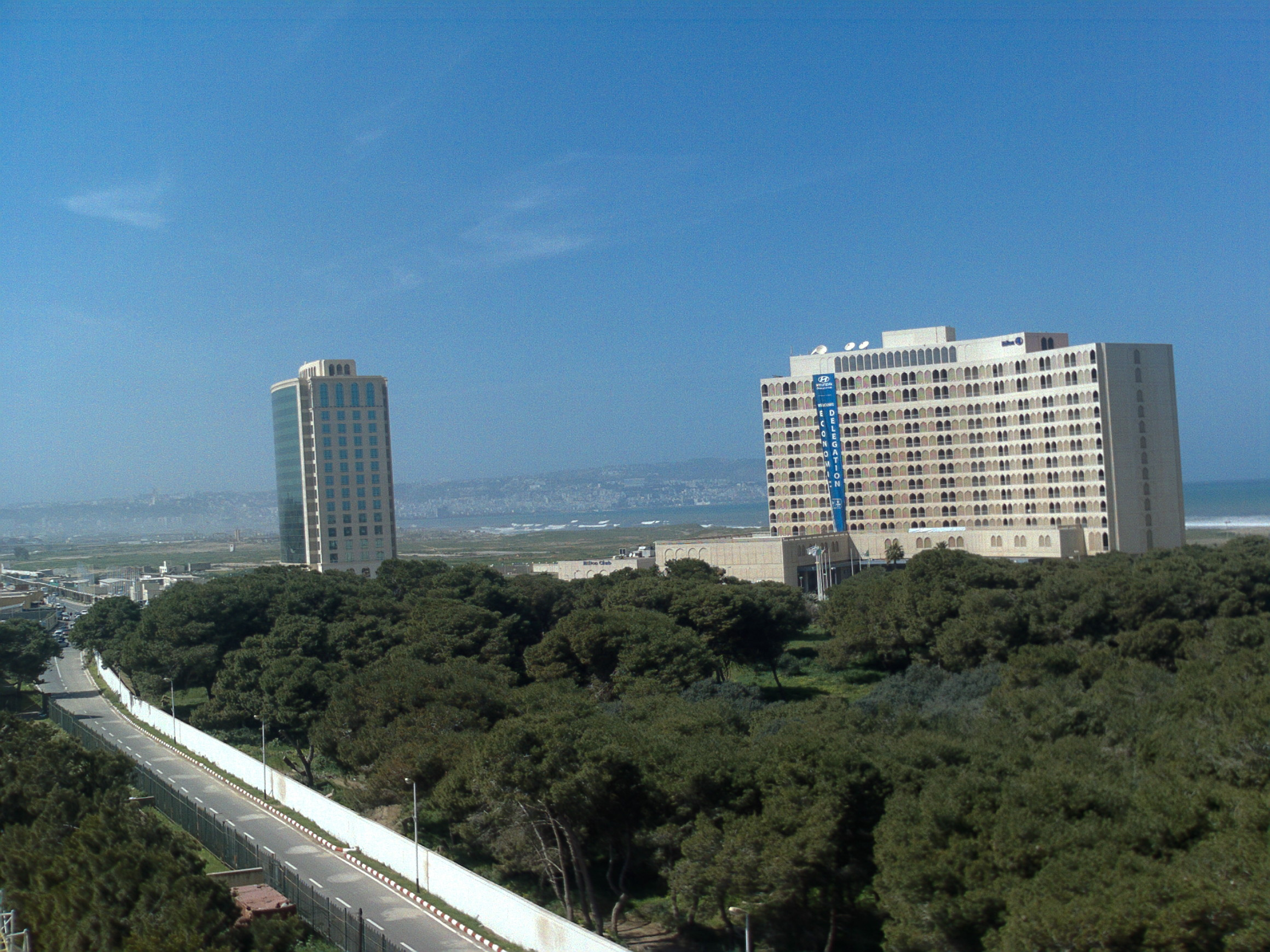
L'Hôtel Hilton d'Alger à droite de l'image, la tour d'affaires Algeria Business Center à gauche.

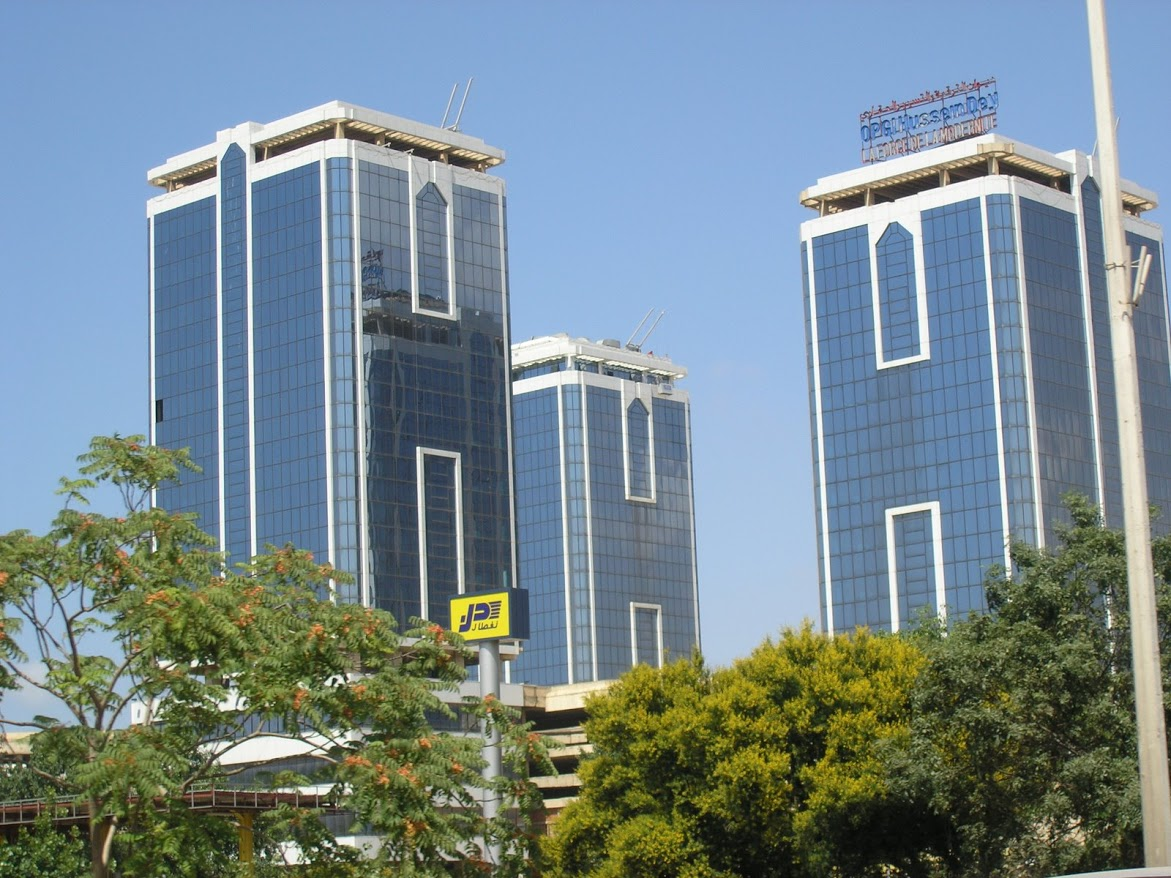
Deux tours des trois abritent le siège du ministère du commerce algérien.

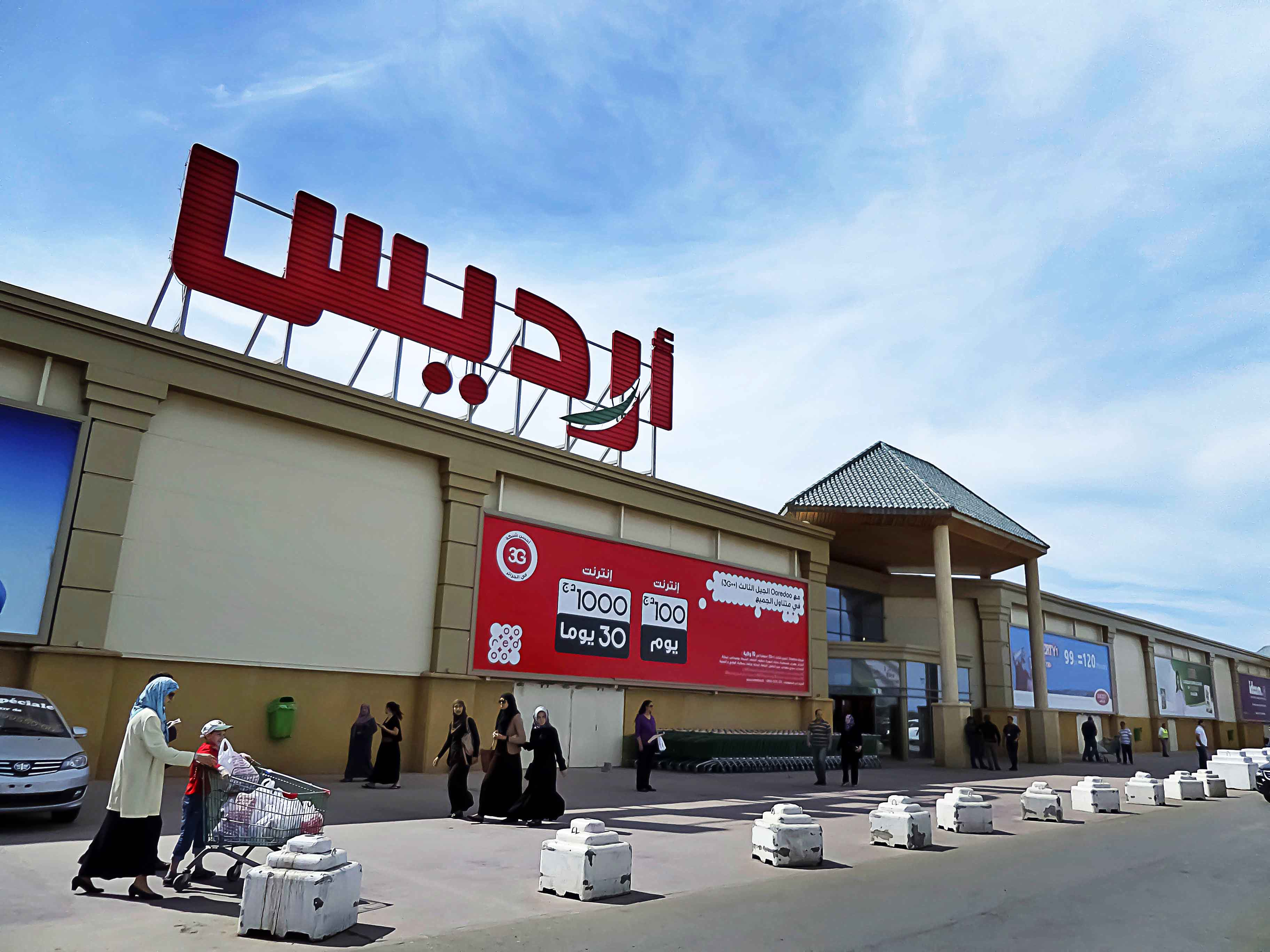
L'entrée principale du centre commercial Ardis.

- L'Hôtel Hilton Alger et la tour d'affaires Algeria Business Center tous deux sur le même site.
- Le siège du Ministère du Commerce.
- Le Palais des Expositions Pins Maritimes qui s'étend sur 68 hectares de la commune.
- Le Centre National du Registre du Commerce (CNRC).
- L'Office Algérien de Promotion du Commerce Extérieur (ALGEX)[4].
- Chambre algérienne de commerce et d'industrie
- La Direction Régionale du Commerce d'Alger.
- L'Agence Nationale des Autoroutes (ANA).
- Direction des fôrets et de la ceinture verte de la wilaya d'Alger.
- Direction des services agricoles et du développement rural de la wilaya d'Alger.
- Plusieurs entreprises nationales y ont des entrepôts comme Algérie Télécom, l'ENMTP, la SONATRO, ENPMA (matériaux agricoles, travaux publics, routes), ONCV, ONAMA, COMAPH (coopératives Agricoles et vinicoles), ENPC (plastique et caoutchouc), ENAC (canalisations), ENROS (ouvrages souterrains), EDIMCO (matériaux de construction), SNTR (Transport Routier),TRANS CANAL Centre (ex:BONNA), COTITEX (textile) ou encore le Groupe Cosider, Genesider (génie civil et travaux publics).
- La Société nationale des foires et expositions (SAFEX)
- Le Centre de Recherche et de Développement de la société pharmaceutique SAIDAL.
- Centre commercial Ardis situé entre le Palais des Expositions et l'oued El Harrach.
- Supermarché Le Printemps, situé au quartier des 5-maisons
- Centre commercial City Center qui abrite la célèbre chaîne française Carrefour, situé dans le quartier des Bananiers (Cité Zerhouni Mokhtar).
- Le quartier général de la Garde républicaine algérienne.
- Dar El Imam, école confessionnelle et siège des annonces officielles des fêtes religieuses, situé au quartier des 5-maisons
- Parc des loisirs Dream Parc, situé à côté du Palais des Expositions.
- Sabpiscine (piscines, parc de loisirs et de détente) situé à côté de oued El Harrach.
- Mohammadia Business Centre, situé dans le quartier Tamaris (El Djenina).
- L'inspection du travail de la wilaya d’Alger.

## Transports et routes

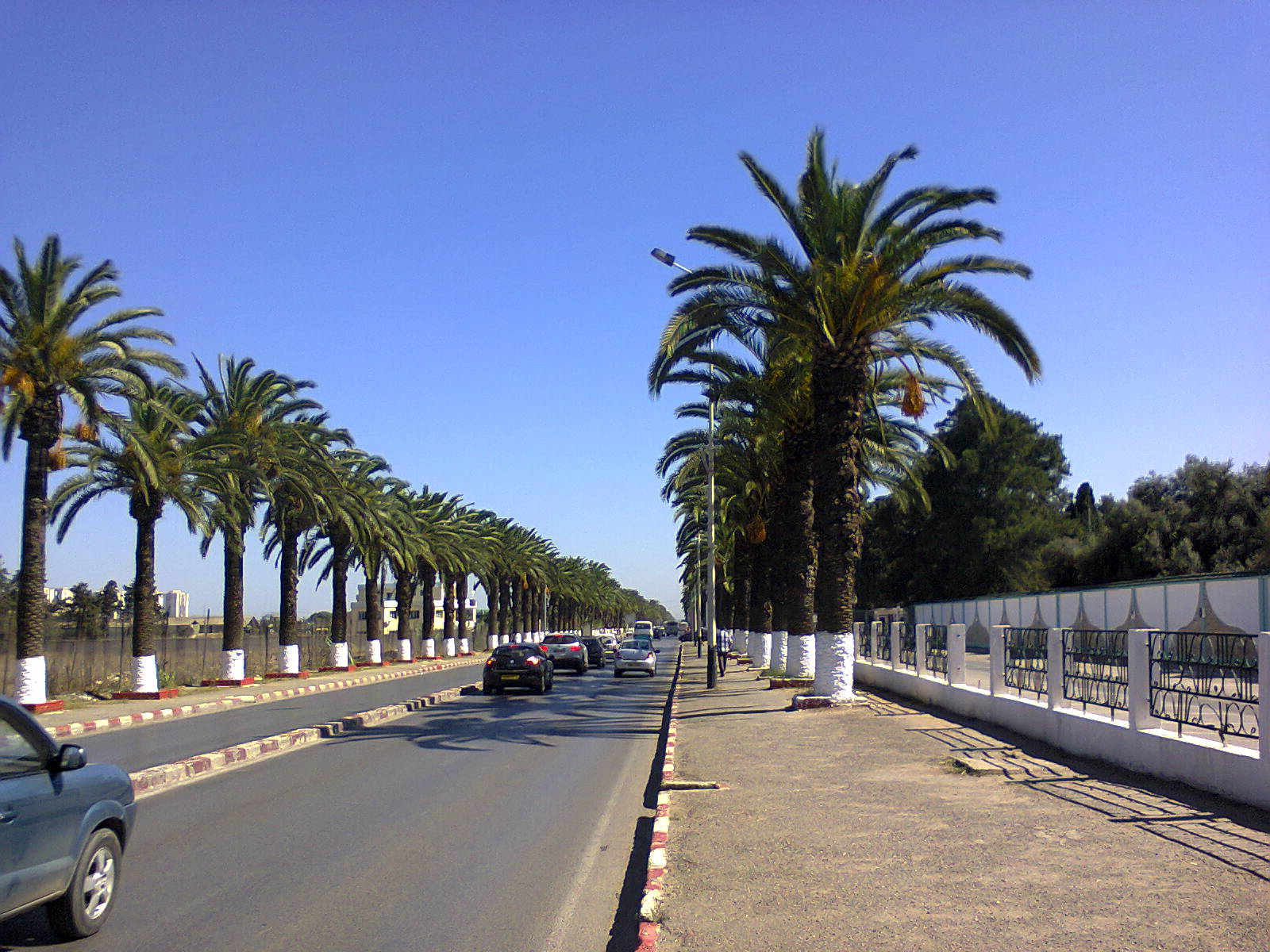
La RN 5 au niveau d'El Alia, limite sud de la commune d'El Mohammadia.

- La commune de Mohammadia est traversée par la rocade Est d'Alger.
- Elle est bordée au sud par la Nationale 5.
- Elle est desservie par la première ligne du tramway d'Alger.

La commune de Mohammadia est desservie par plusieurs routes nationales:
- Route nationale 11: RN11 (Route d'Oran).
- Route nationale 24: RN24 (Route de Béjaïa).

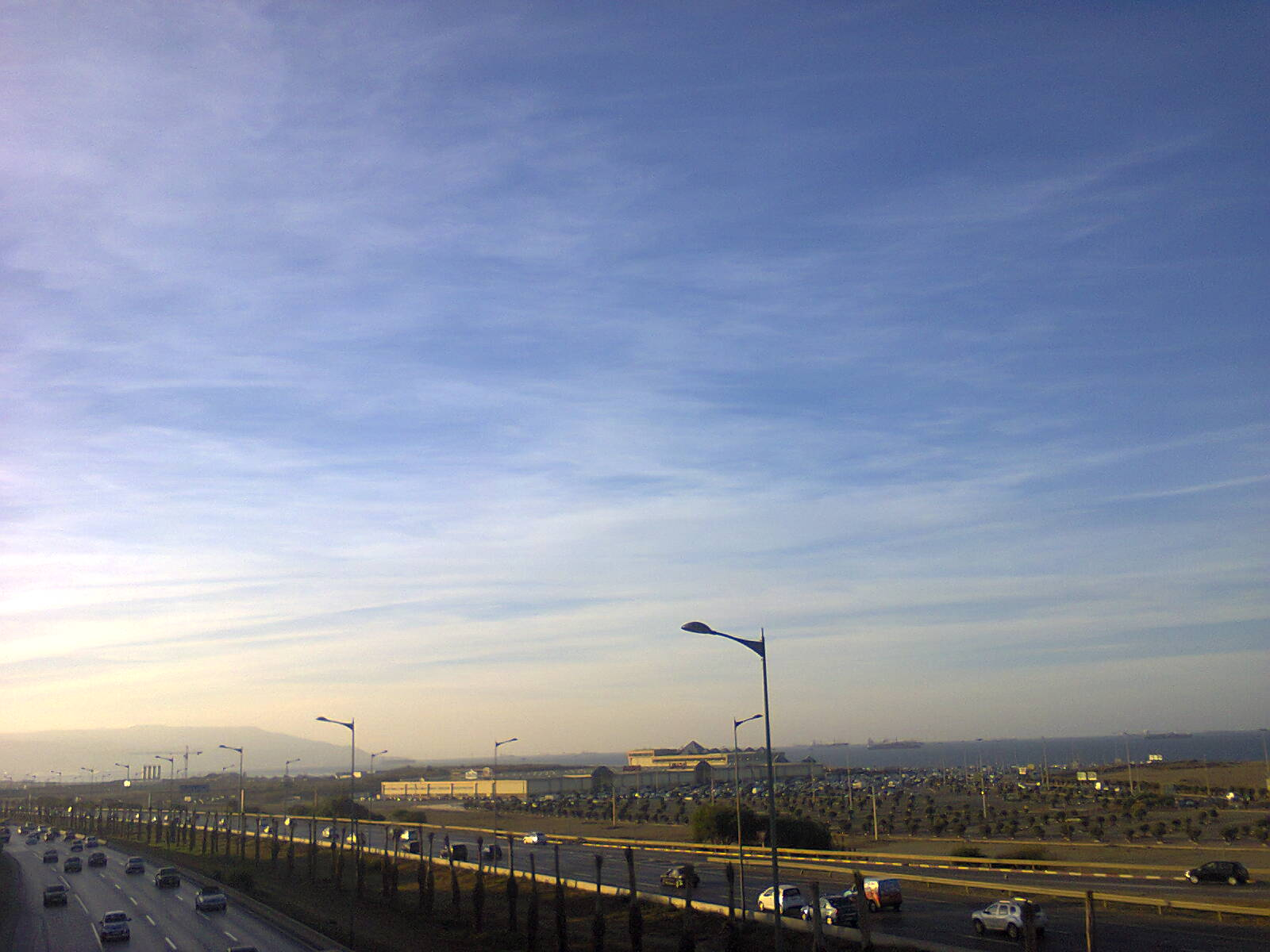
La rocade Est d'Alger et le centre commercial Ardis à Mohammadia

## Enseignement
- L'École supérieure algérienne des affaires (ESAA) qui est un établissement d'enseignement supérieur de gestion concrétisant la coopération entre l'Algérie et la France. l'ESAA est un établissement privé à vocation spécialisée.
- L'Institut National Spécialisé dans la Formation Professionnelle INSFP (Électronique, Maintenance Informatique et Électro-Technique)
- École nationale supérieure vétérinaire.
- Lycée Rabah Bittat (les bananiers).
- Lycée Abane Ramdane ( Le plus vieux lycée de la commune, il comprend plus de 50 classes et c'était aussi un lycée technique)
- Lycée Tewfik el Madani.
- Lycée Mohamed Hadjres.
- L'ISGP Institut supérieur de gestion et de planification.

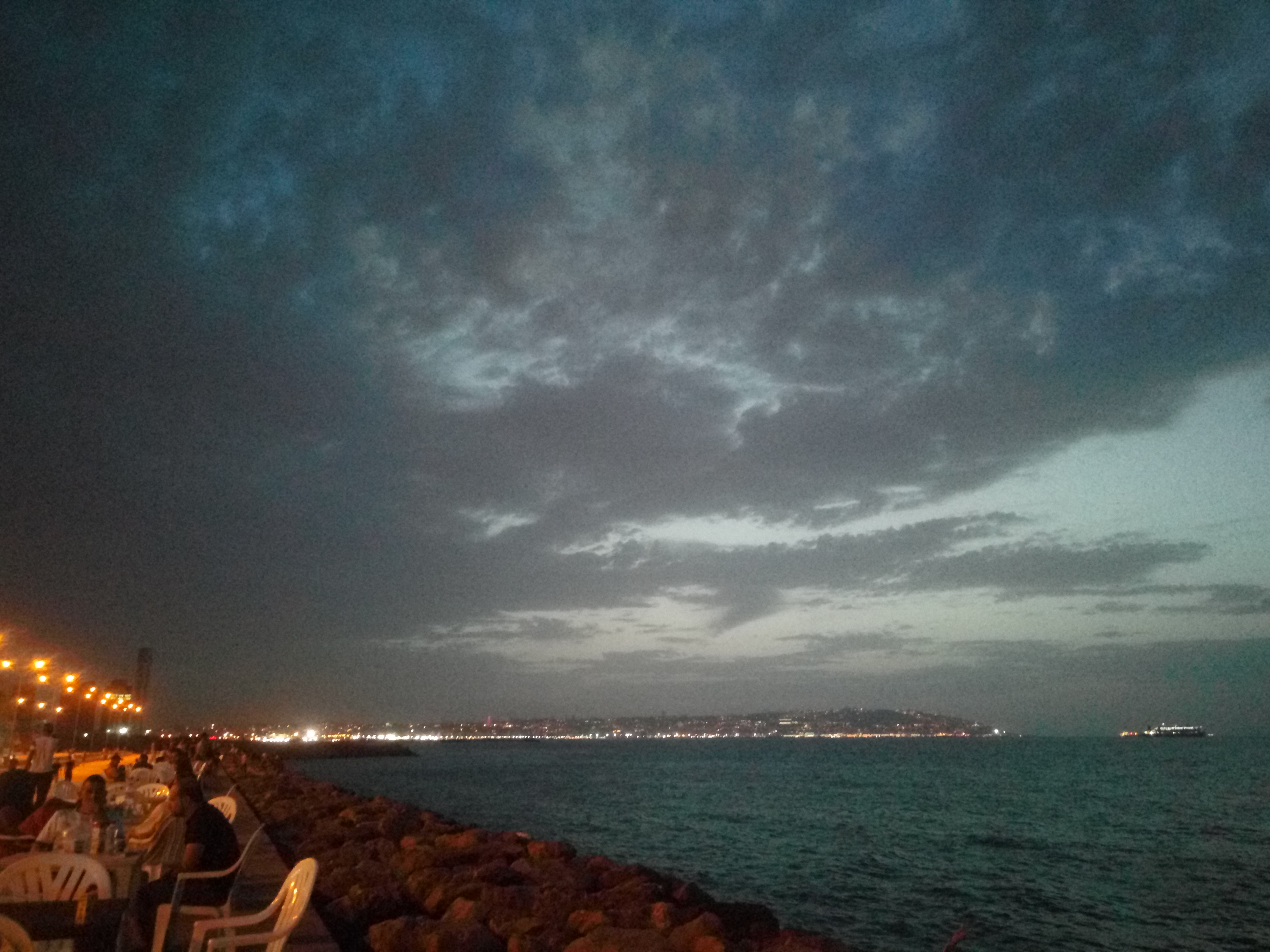
Vue nocturne sur la ville d'Alger depuis le Lido.

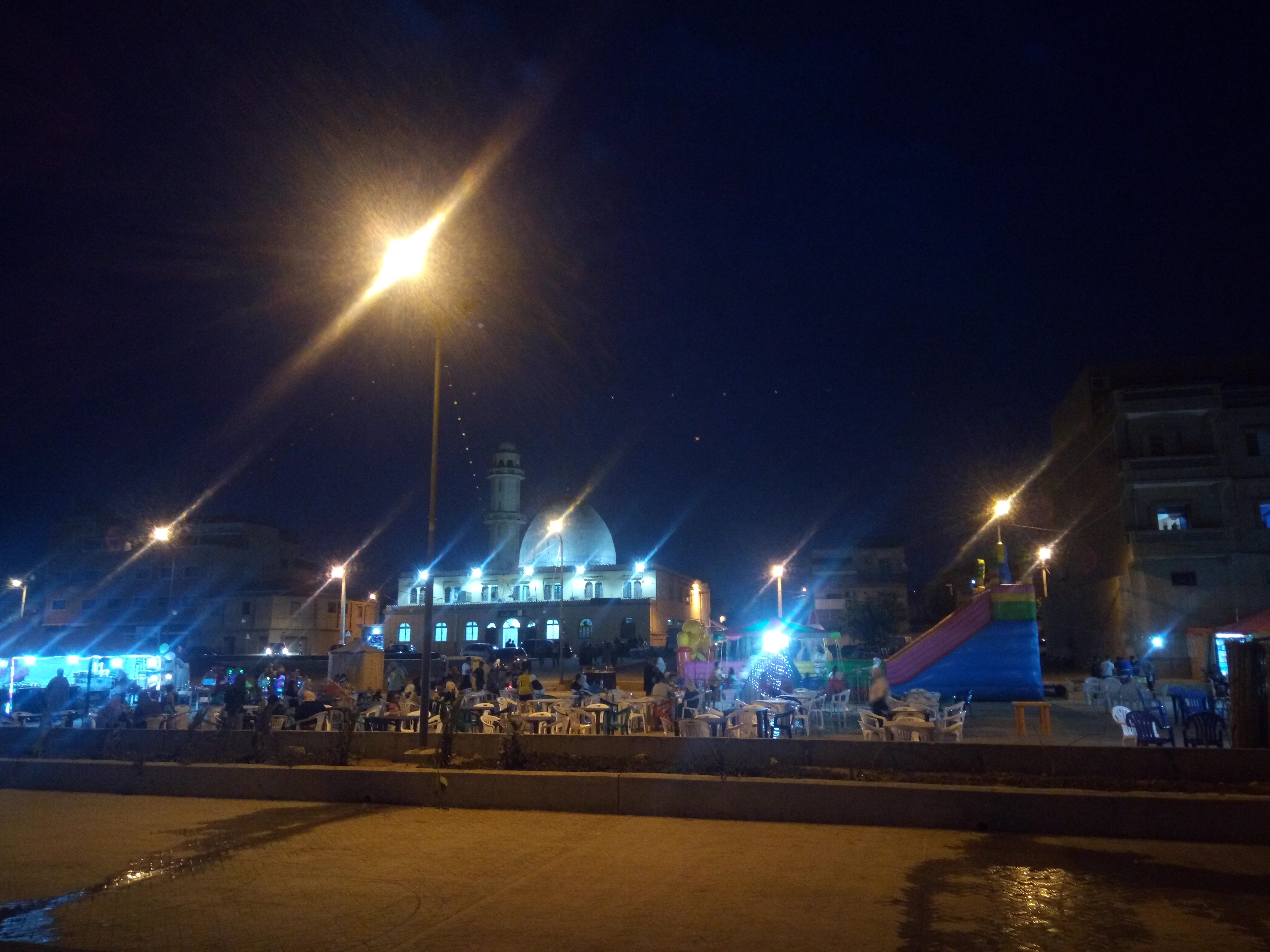
Mosquée du quartier du Lido, Mohammadia.

## Vie quotidienne

### Sport
La commune de Mohammadia accueille :
- Le stade du 1er novembre 1954, où évolue l'équipe de football de l'Union sportive Madinet El-Harrach.
- Le club d'athlétisme fondé en 1981 et classé 30e au niveau national.
- Club de football Nahdhat Baladiat Mohammadia (NBM).
- Club de football et de lutte Avant Garde Sportive Belvédère (AGSB).
- Club Amateur Sportif Amel Mohammadia (CASAM).
- L'école de karaté Étoile sportive de Mohammadia.
- Olympique Club Mohammadia (les dunes) (OCM)
- Salle Omnisports Belvédère
- Terrains de basket-ball sis à la cité 618 Logements